# Idioma ticuna
El ticuna o tukuna es una lengua indígena americana hablada en la confluencia de Brasil, Colombia y Perú, por más de 40 000 indígenas de la etnia ticuna.

## Aspectos históricos, sociales y culturales
Se ha propuesto que existe ticuna una relación filogenética entre el yurí, y el ticuna, pero no se hay parentescos probados con otras lenguas. Tiene unos 6 mil hablantes en Perú, unos 30 000 en Brasil y cerca de 8 000 en Colombia. Sus hablantes tienen un alto grado de alfabetización en español y ticuna, en Perú y muchos de ellos son bilingües en español y portugués.

### Alfabetización
Aparte de su uso oficial en la educación, se publican docenas de libros en esta lengua cada año, tanto en Brasil como en Perú y Colombia. Esos libros usan especialmente el sistema de escritura similares a los usados en español y portugués (excepto por el uso de k en lugar de c) en lugar de un sistema más específico para la lengua. La primera ortografía usaba también qu y otras convenciones tomadas de la ortografía del español.
Brasil
A pesar de que en Brasil viven más del 50 % de los ticunas, la educación en lengua indígena en Brasil es más reciente que en países como Perú. Los ticunas de Brasil tienen ahora a su disposición material escrito y educativo proporcionado por la Fundación nacional para el Indio (FUNAI) y el ministerio de educación brasileño. Existen profesores nativos, que conocen tanto el ticuna como el portugués y que usan libros de texto ticuna para los niños. También existe un gran propyecto de recopilación de relatos tradicionales para registrarlos por escrito y proveer a los ticuna alfabetizados algunos textos con los que practicar. Actualmente, el acceso a la educación en su propia lengua es uno de los objetivos del gobierno brasileño hacia las minorías indígenas.
Perú
Los ticunas de Perú han tenido educación en lengua nativa desde los años 1960. La ortografía práctica usada en Perú ha servido de base para la ortografía usada en el sistema educativo brasileño para los ticuna. Sin embargo, los textos disponibles para los ticuna peruanos consisten casi exclusivamente en libros de texto estándar.
Colombia
Los talleres de maestros ticuna entre 1987 y 1993 fueron un punto de partida del programa de etnoeducación bilingüe que se desarrolla hasta el presente y que cuenta con asesoría de lingüistas.

## Descripción lingüística
El ticuna es una lengua tonal, comparte varios rasgos tipológicos con lenguas de la región, aunque no se ha podido detectar un parentesco filogenético claro con las otras lenguas de la región. El orden preferencial en la oración es sujeto objeto verbo SOV (en realidad (S)OsV porque el verbo se presenta con prefijos personales), cuando se trata de verbos transitivos y no ergativos, pero los verbos no acusativos muestran una preferencia por el orden verbo objeto sujeto VOS. El desplazamiento del objeto a la posición postverbal acarrea una serie de operaciones morfosintácticas y una marca señala que el objeto se ha desplazado a la posición postverbal.

### Clasificación
Aunque existen algunas similitudes tipológicas con otras lenguas de la región, estas parecen deberse al contacto lingüístico, y la opinión mayoritaria era que el ticuna es de hecho una lengua aislada o no clasificada.
Algunos han asociado tentativamente el Ticuna dentro del macro-arawakano o con la macro-tukano, aunque la mayoría de especialistas considera que dicha clasificación es altamente especulativa, dada la poca evidencia disponible. Más recientemente se le ha relacionado con las lenguas salibanas, el hoti y el andoque en una familia denominada macro-daha.
Terrence Kaufman considera que debe agruparse con el yurí en una hipotética familia ticuna-yurí. Lo mismo sostuvo en 2009 un estudio de Fernando Carvalho. Jean-Pierre Goulard y María Emilia Rodríguez encontraron que las correspondencias entre yurí y tikuna permiten rastrear la continuidad de los procesos de variación dialectal de la tierra firme y las riberas y que el vocabulario yurí conocido y también el escaso material recopilado de los llamados "caraballo", se relacionan fácilmente con la lengua tikuna.

### Fonología
El inventario consonántico consiste en los siguientes fonemas:
| Consonantes      | Bilabial | Dental | Palatal | Velar |
| ---------------- | -------- | ------ | ------- | ----- |
| Oclusivas sordas | p        | t      |         | k     |
| Oclusiva sonoras | b        | d      | ɟ       | ɡ     |
| Africada         |          |        | tʃ      |       |
| Líquida          |          | ɾ      |         |       |
| Aproximante      | w        |        |         |       |

Las consonantes oclusivas sonoras se nasalizan y se realizan como[m], [n], [ɳ], [ŋ] cuando son la inicial de una sílaba cuya vocal es nasal. 
Por otra parte, el inventario de vocales está formado por tres vocales cerradas /i, ɯ, u/ y tres vocales abiertas /e, a, o/ sin que existan oposición de cantidad. Todas las vocales tienen una correspondiente nasal. Una vocal fonológicamente nasal y no cerrada, perteneciente a una sílaba de tono bajo, se realizará como un sonido laringalizado.
| Vocales | Orales    | Orales   | Orales   | Nasales   | Nasales  | Nasales  |
| ------- | --------- | -------- | -------- | --------- | -------- | -------- |
|         | coronales | dorsales | labiales | coronales | dorsales | labiales |
| altas   | i         | ɯ        | u        | ĩ         | ɯ̃        | ũ        |
| medias  | e         |          | o        | ẽ         |          | õ        |
| bajas   |           | a        |          |           | ã        |          |

#### Tonos
En cuanto al sistema tonal, el ticuna distingue varios tonos de nivel, para Lambert Anderson cinco, que se denotan como: 1alto, 2medio-alto, 3medio, 4medio-bajo, 5bajo. Denis Bertet hizo un inventario de diez tonemas. Para Marília Facó Soares se trata de un sistema tonal complejo en el cual las manifestaciones fonéticas no presentan de manera transparente y directa todas las motivaciones de los procesos que las originan, por lo que aunque registró seis niveles fonéticos de altura (alto, medio-alto, medio, medio-bajo, bajo y extrabajo), redujo los tonos fonológicos a dos o máximo tres. María Emilia Montes identificó seis tonos puntuales (superalto, alto descendido, alto, medio, bajo y superbajo) y dos modulados, ascendente (medio-alto) y descendente (medio-bajo), distinguiendo fonemas de alótonos y planteando sólo tres tonemas: alto, medio y bajo.

### Gramática
Las dos principales clases de palabras son el sustantivo y el verbo constituidos en torno a una raíz que tienen variadas flexiones. Hay un número reducido de prefijos y numerosos y variados sufijos. Los sustantivos inalienables se presentan siempre con un prefijo posesivo: pé-érú "vuestra cabeza", ái-érú "cabeza de jaguar. El tono Bajo Bajo marca la categoría de sustantivo inanimado y el tono Medio Alto la de animado. Hay un sistema de sufijos clasificadores nominales. La presencia masiva de la incorporación nominal hace posible tener una oración en una palabra: kú-ü-pátá tu-haces-casa "haces tu casa"; nai-chápà-ànè árbol-copa-tierra " bosque cerrado por cúpula arbórea".
El género (masculino femenino o genérico) es una categoría central en ticuna, manifestada formas clíticas que conjugan animosidad, distancia y tiempo caduco o vigente. Expresan solo las categorías de "pasado" y de "no pasado" a diferencia de lo que ocurre en lenguas en las cuales hay también marcadores para tiempo futuro o para pasado remoto. Tipológicamente el tikuna pertenecería al grupo en el que el tiempo nominal tiene alcance proposicional.
Los verbos son formas estables que reciben prefijos personales y algunos sufijos aspectuales.
El inventario de pronombres personales viene dado por:
| Número   | Persona   | F. Indepen. | Objeto  | Posesivo | Prefijo 1 | Prefijo 2 | Prefijo 3 |
| -------- | --------- | ----------- | ------- | -------- | --------- | --------- | --------- |
| Singular | 1.ª       | ča5maʔ4     | čo35ʔĩ3 | čo35ʔri3 | ča3-      | či3-      | či35-     |
| Singular | 2.ª       | ku5maʔ4     | ku35ʔĩ3 | ku35ʔri3 | ku3-      | ki3-      | ki35-     |
| Singular | 3.ª       | ni35maʔ2    | ni35ʔĩ3 | no15ʔri3 | na2-      | ni23-     | ni25-     |
| Plural   | 1.ª incl. | yi3ʔe4maʔ2  | ti35ʔĩ3 | to35ʔri3 | ta2-      | ti23-     | ti25-     |
| Plural   | 1.ª excl. | to3maʔ4     | to35ʔĩ3 | to35ʔri3 | ta3-      | ti3-      | ti35-     |
| Plural   | 2.ª       | pe3maʔ4     | pe35ʔĩ3 | pe35ʔri3 | pe3-      | pi3-      | pi35-     |
| Plural   | 3.ª       | ni35maʔ4gi3 | ni35ʔĩ3 | no15ʔri3 | na2-      | ni23-     | ni25-     |

Las tres formas del prefijo persona aparecen como marcas de sujeto en el verbo, con los verbos de primera, segunda y tercera clase.

### Dialectología
A pesar de la mutua inteligibilidad de las hablas ticuna de diferentes regiones, no debe tomarse como un hecho la homogeneidad de este idioma. Hay divergencias, tanto en el sistema fonológico (segmentos, tonos), como gramaticalmente. María Emilia Montes plantea la hipótesis según la cual hay una gran división entre hablas ribereñas u orientales, hacia el Brasil y hablas de la cabecera u occidentales, hacia el norte del Trapecio Amazónico (Amacayacu) y hacia el Perú.
El habla oriental tiende a avanzar hacia las cabeceras. Se ha debilitado la regla de nasalización por lo que además de sílabas orales y sílabas nasales aparecen sílabas nasa-orales, lo cual causa cambios, particularmente en el caso de [ŋ] se convierte en fonema que puede estar seguido de vocal oral, una característica que era exclusiva las hablas "brasileñas" y ahora se extiende.  Avanza también el reemplazo de la secuencia fonológica /k+u/ ante las vocales anteriores /e/, /i/ e incluso /a/, por /f/. La oposición entre sílabas largas y sílabas cortas tiende a ser reemplazads por oposiciones tonales, lo que puede conducir a una reorganización en el sistema tonal.